# 保育園へ行こう!
保育園へ行こう!（ほいくえんへいこう!）は、樫の木ちゃんによる日本の漫画作品。本項では、本作からのスピンオフ作品『きみとぼくの関係』についても述べる。単行本全4巻。

## 概要
隔月刊誌『りぼんオリジナル』2005年2月号、4月号、6月号に掲載され（全3話）一旦終了したが、その後月刊誌『りぼん』2005年8月号から2006年8月号まで連載された（全13話）。くすのき保育園を舞台に、この保育園の娘・楠心愛を中心とした、様々な人間関係を描いた。

## 登場人物
楠心愛（くすのき ここあ）
高校1年生。子供たちに好かれるという、特殊な才能の持ち主。保育士を目指し、家族が経営する保育園の手伝いをしている。子供が大好きで、子供たちからは「ココちゃん」と慕われている。優しい性格だが、真広との恋愛では優柔不断という形で現れてしまい、仇となってしまうことも。
夏名真広（なつな まひろ）
心愛の同級生。心愛と同じく子供が好き。彼もまた保育士を目指しており、くすのき保育園でアルバイトをしている。カナダに留学経験あり。不器用な上に、心愛に負けず劣らずの優柔不断な一面があり、ゆえに心愛と付き合いつつも、別れを選択してしまう。『きみとぼくの関係』では、くすのき保育園に正式の保育士として勤務している。
北原大地（きたはら だいち）
やんちゃ坊主。くすのき保育園ほしぐみのまとめ役的存在。花と付き合っている。『きみとぼくの関係』では中学3年生。美少女に成長していく花に困惑の色を隠せず、彼女に対し冷たい態度を取ってしまう。
西川花（にしざわ はな）
控えめでおっとりしている。大地と付き合っている。『きみとぼくの関係』では、大地と同じ中学の同じクラスにいるが、自分に冷たくなった大地に困惑している。
南野海（みなみの うみ）
空の双子（二卵性）の姉。いい男に弱い保育園児。『きみとぼくの関係』では、中学2年生。相も変わらずいい男にコロッとなびきやすい。
南野空（みなみの そら）
海の双子（二卵性）の弟。泣き虫なところがある。『きみとぼくの関係』では、中学2年になっても相変わらずな姉にあきれかえっている。
東山太陽（ひがしやま たいよう）
赤ちゃん。常に髪の毛が逆立っているが、雨に濡れるとストレートヘアになる。『きみとぼくの関係』では小学6年生。生意気な性格と人相の悪さゆえに、大地をして「会うたびに可愛気がなくなる」と言わしめている。
中畑麦（なかはた むぎ）
途中からほしぐみに転入。日曜なのに保育園に来てしまったあわてもの。『きみとぼくの関係』では、大地や花と同級生（ただしクラスは違う）。海にしつこくアプローチしており、大地と太陽をあきれさせている。
立石穂（たていし ほより）
くすのき保育園の女性保育士。ほしぐみの正式な担当。心愛に様々なアドバイスをする。いい男に弱い。
高見沢春樹（たかみざわ はるき）
大手の保育園の御曹司で、くすのき保育園にバイトに来た大学生。子供に対しぞんざいな扱いをしたため心愛の逆鱗に触れた。その後ふとしたいきさつから、心愛と付き合うようになる。ほしぐみの面々からは「タカミー」と呼ばれ、少し見下されている。
南野陸（みなみの りく）
中学2年生。海・空姉弟の姉。真広に一目惚れし、猛烈なアタックの末、彼と付き合うことに成功する。
桑田菜々（くわだ なな）
高校2年生。真広が保育士を目指すきっかけを作った人物。麦と仲良し。ほよりと春樹曰く「心愛とキャラがかぶって見える」。
的場悠臣（まとば ゆうじん）
真広のクラスメート。真広のことを結構知っている。心愛に告白して振られてしまったことがある。

## きみとぼくの関係
『りぼん2006年夏休み超びっくり大増刊号』（2006年8月発売）に発表された、スピンオフ作品。心愛と共に笑い、泣き、そして心愛を振り回したほしぐみの子供達の約10年後を、北原大地と西川花を中心に描いたもの。心愛も脇役として登場している。

## 書誌情報
- 樫の木ちゃん 『保育園へ行こう!』 集英社 〈りぼんマスコットコミックス〉、全4巻。
  1. 2005年8月12日発売[1]、『りぼんオリジナル』2005年2月号、4月号、6月号、ISBN 4-08-856632-7
    - 奥さまは女子高生（『りぼんオリジナル』2004年6月号）
    - 漫画製作4コマ日記（描きおろし）
    - うちの姉ちゃん（描きおろし）

  2. 2005年12月15日発売[2]、『りぼん』2005年8月号 - 2005年11月号、ISBN 4-08-856658-0
    - ぷいてぃ博士号（『りぼん』2004年1月号）
    - 漫画製作四コマ記（描きおろし）
    - まんが扉コレクション

  3. 2006年5月15日発売[3]、『りぼん』2005年12月号 - 2006年4月号、ISBN 4-08-856682-3
    - 番外編 姫の弱点（『りぼん』2006年冬休みチャレンジ!大増刊号）
    - 漫画製作日記（描きおろし）
    - うちの姉ちゃん（描きおろし）
    - まんが扉コレクション

  4. 2006年9月15日発売[4]、『りぼん』2006年5月号 - 2006年8月号、ISBN 4-08-856704-8
    - 特別編 きみとぼくの関係（『りぼん』2006年夏休み超びっくり大増刊号）
    - まんが扉コレクション